# Andebu
Andebu är en tätort och kyrkby i Sandefjords kommun i Vestfold fylke i sydöstra Norge. Orten ligger där fylkesväg 307 möter fylksväg 312. Här finns Andebu kyrka.
Orten utgjorde tidigare centralort i dåvarande Andebu kommun.

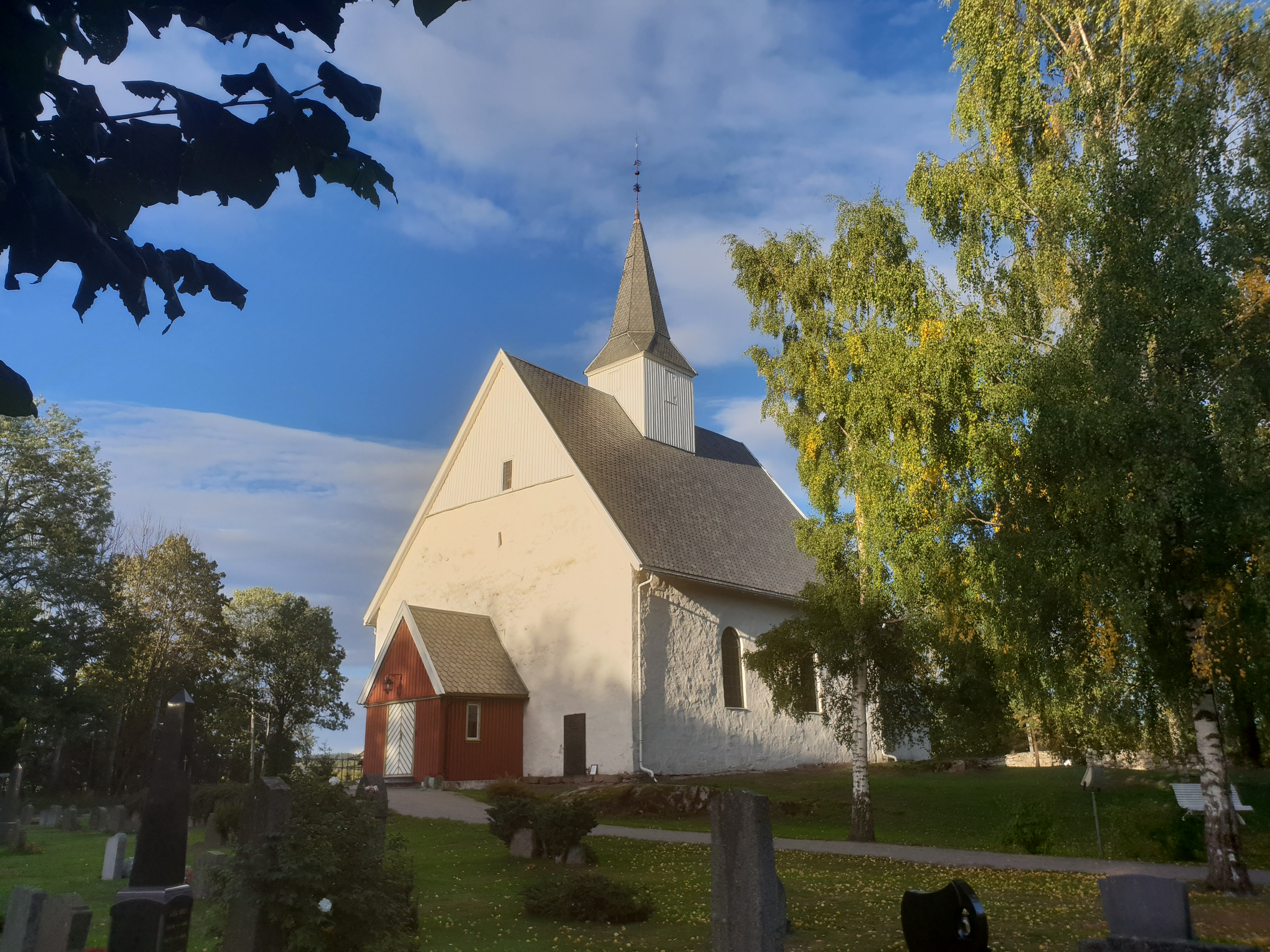
Andebu kyrka.